# Crassula muscosa

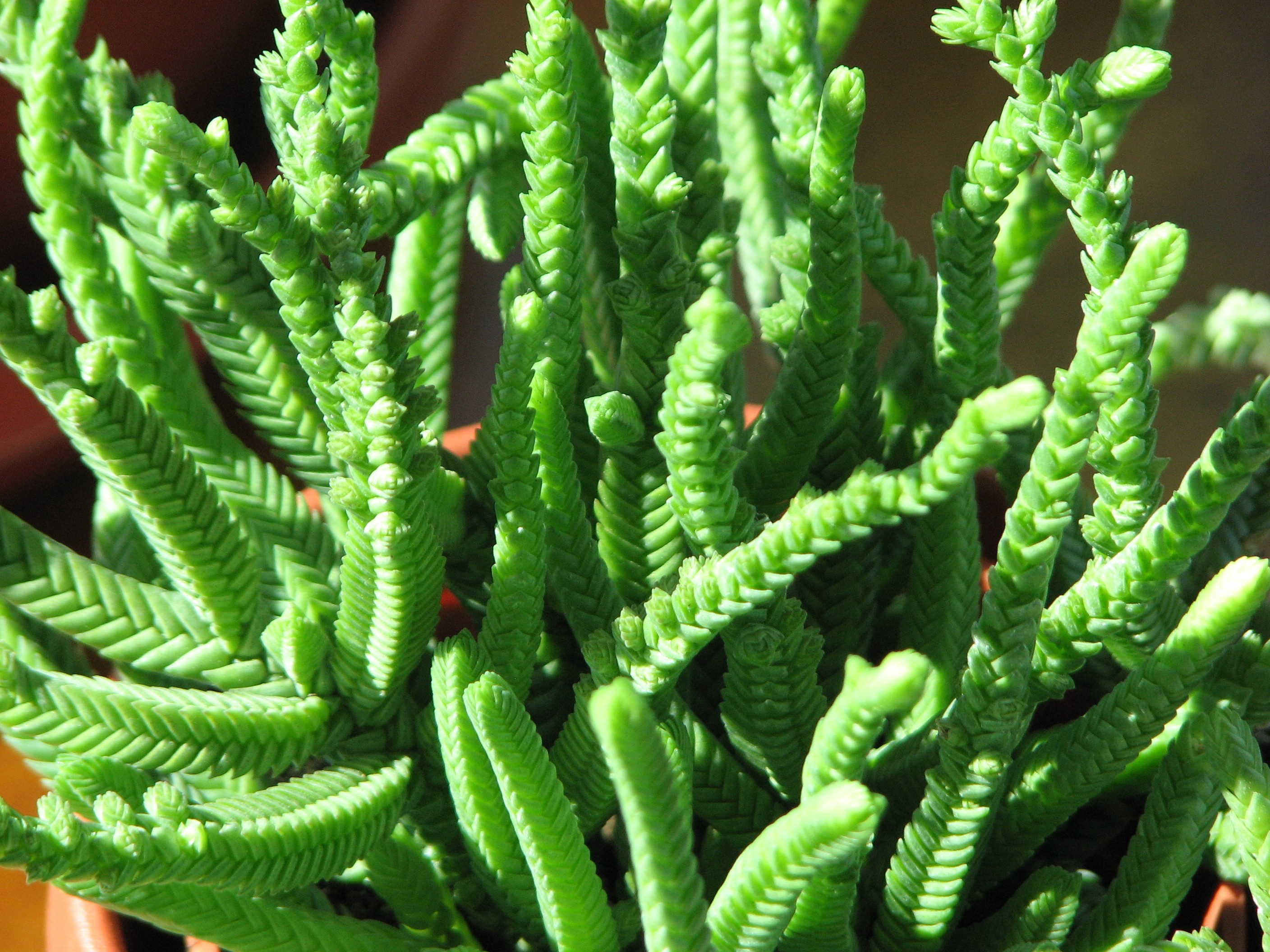
Detall de les fulles

Crassula muscosa (Linnaeus, 1760), també anomenat Crassula lycopodioides (Lamarck) o Crassula pseudolycopodioides, és una planta suculent nativa a Sud-àfrica i que pertanyen a la família de les Crassulaceae i al gènere Crassula. És comú com a planta d'interior a tot el món.

## Descripció
La planta té fulles petites, de color verd clar, densa al voltant de la prima tija, formant una massa quadrada. Creix com una intricada selva amb una alçada màxima de 15-20 cm, i les flors són petites i de color groc-verd. No és invasiva i pot ser fàcilment propagada per esqueixos de la tija de la planta mare.
Pel que fa als noms comuns, també els científics es refereixen al seu aspecte: muscosa deriva del llatí muscosus, que significa "molsa". Lycopodioides, a què es refereix l'clubmoss Lycopodium, es deriva de les paraules gregues "Λύκος" (líkos, llop), "πόδι" (pódi, peus) i οειδής (oeides,-oid, similars a).

## Galeria

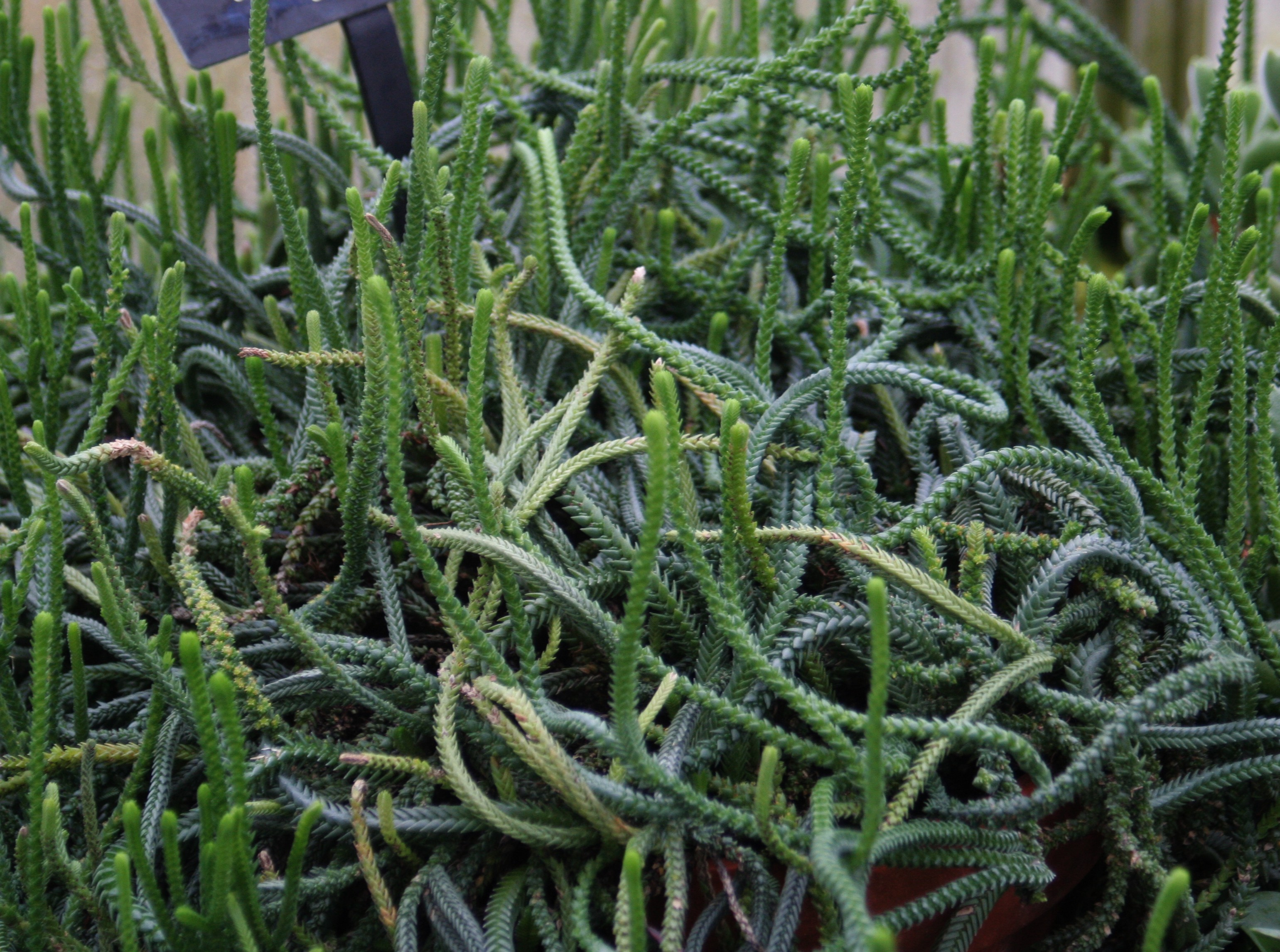
Un exemplar a Buffalo and Erie County Botanical Gardens (Buffalo, NY)
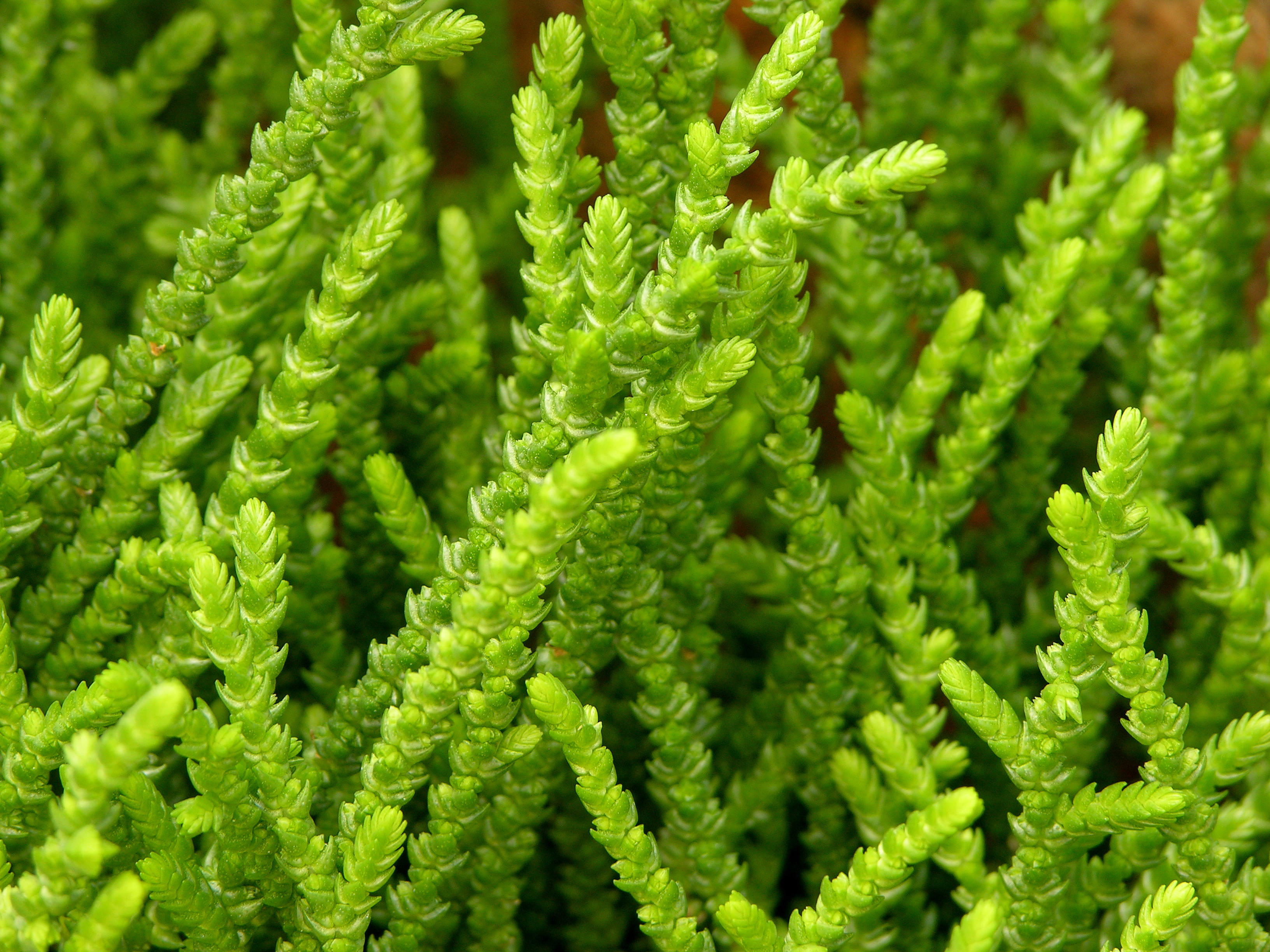
Un exemplar a Chanticleer Garden (Wayne, PA)
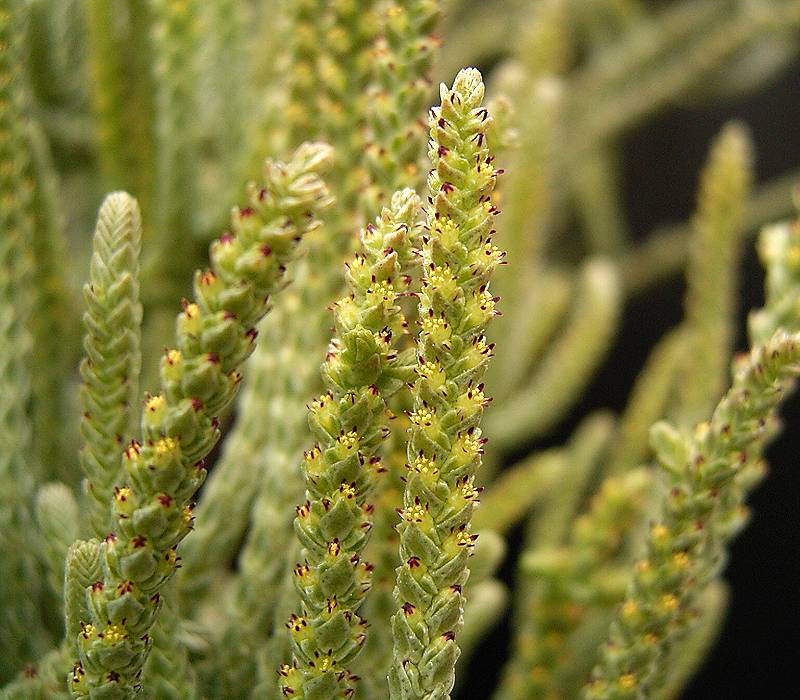
Tiges, fulles i inflorescències

## Varietats
- Crassula muscosa var. accuminata[3]
- Crassula muscosa var. muscosa[4]
- Crassula muscosa var. rastafarii[5]
- Crassula muscosa var. sinuata[6]
- Crassula muscosa var. variegata[7]